# اولا-بریت سودرلوند
اولاً-بریت سودرلوند (انگلیسی: Ulla-Britt Söderlund؛ ۱۲ اوت ۱۹۴۳ – ۲۱ ژوئیه ۱۹۸۵) یک طراح لباس اهل سوئد بود.

وی بابت طراحی لباس فیلم بری لیندون (به کارگردانی استنلی کوبریک)، برندهٔ جایزه اسکار بهترین طراحی لباس شد.